# Dean Paul Martin
Dean Paul Martin, nato Dino Paul Crocetti Jr. (Santa Monica, 17 novembre 1951 – San Gorgonio Mountain, 21 marzo 1987), è stato un cantante, attore e aviatore statunitense.

## Biografia
Figlio dell'attore e cantante di origine italiana Dean Martin e della sua seconda moglie Jeanne Biegger, nacque col nome di Dino Paul Crocetti Jr. Iniziò come cantante da ragazzino nel trio Dino, Desi, & Billy, attivo nella seconda metà degli anni sessanta. Nel 1967 fece il suo debutto cinematografico con un breve ruolo non accreditato nel film western Due stelle nella polvere, interpretato dal padre.
Nel 1979 recitò nel film L'ultimo gioco, mettendo in mostra le sue doti di tennista (prese  infatti parte ai tornei giovanili di Wimbledon). Grazie a questa partecipazione ottenne una candidatura al Golden Globe per il miglior attore debuttante nel 1980. Nel periodo 1985-1986 recitò nella serie televisiva Misfits of Science.
Dal 1971 al 1978 fu sposato con l'attrice Olivia Hussey, da cui divorziò per risposarsi, dal 1982 al 1984, con la pattinatrice su ghiaccio e campionessa olimpica Dorothy Hamill. Ottenuta la licenza di pilota a sedici anni, divenne ufficiale della California Air National Guard. Morì nel 1987, all'età di 35 anni, in seguito a un incidente aereo mentre era in volo durante una tempesta di neve sulle montagne della contea di San Bernardino, in California.

## Filmografia parziale
- Due stelle nella polvere (Rough Night in Jericho), regia di Arnold Laven (1967)
- L'ultimo gioco (Players), regia di Anthony Harvey (1979)
- Dragster: vivere a 300 all'ora (Heart Like a Wheel), regia di Jonathan Kaplan (1983)
- Made in U.S.A., regia di Ken Friedman (1987)
- Congiure parallele (Backfire), regia di Gilbert Cates (1988)